# Wang Čchiung
Wang Čchiung (čínsky pchin-jinem Wáng Qióng, znaky tradiční 王瓊, 1459–1532) byl čínský politik, vojevůdce a spisovatel v říši Ming. Za vlády císařů Chung-č’a a Čeng-teho koncem 15. a v první čtvrtině 16. století zaujímal vysoké funkce v regionech i v ústředních úřadech, včetně míst ministra daní, ministra vojenství a ministra státní správy.

## Jména
Wang Čchiung používal zdvořilostní jméno Te-chua (čínsky pchin-jinem Déhuá, znaky tradiční 德華) a pseudonym Ťin-si (čínsky pchin-jinem Jìnxī, znaky tradiční 晉溪). Za zásluhy o stát obdržel posmrtné jméno Kung-siang (čínsky pchin-jinem Gōngxiāng, znaky 恭襄).

## Život
Wang Čchiung se narodil roku 1459 v Tchaj-jüanu (dnes městský obvod Ťin-jüan v městské prefektuře Tchaj-jüan). Vzdělával se v konfuciánském učení, absolvoval úřednické zkoušky a roku 1484 v Pekingu složil i jejich nejvyšší stupeň, metropolitní a palácové zkoušky s vynikajícím úspěchem (pátý ze 300 úspěšných kandidátů). Poté nastoupil úřednickou kariéru.

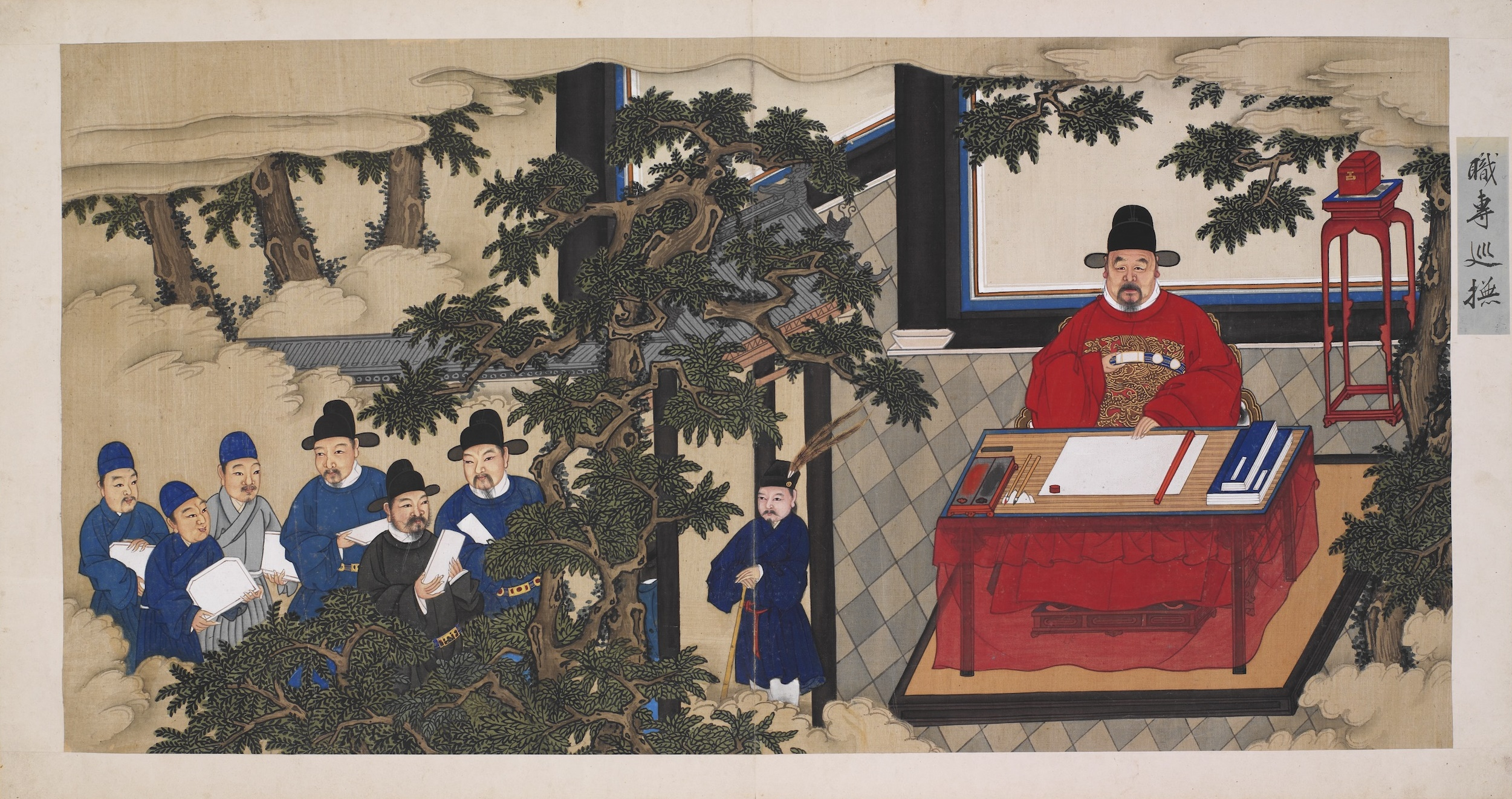
Ministr Wang Čchiung

Zařazen byl na ministerstvo prací, kde časem dosáhl funkce ředitele odboru, později byl přeložen na ministerstvo daní, taktéž jako ředitel odboru. Sloužil jako provinční správce v Šan-tungu a Che-nanu. Po nástupu císaře Čeng-teho (roku 1505) odpovídal za dopravu obilí do Pekingu po Velkém kanálu (úřad cchao-jün cung-tu). Roku 1508 přešel do funkce náměstka ministra daní, a pak náměstka ministra státní správy. Poté byl přeložen na nižší pozici náměstka nankingského ministra státní správy a pak daní; ale roku 1513 ho císař vrátil do Pekingu a jmenoval ministrem daní, roku 1515 ministrem vojenství a roku 1520 ministrem státní správy.
Neměl dobré vztahy s velkým sekretářem Jang Tching-chem, který byl nejvlivnějším politikem v Pekingu. Roku 1521 s nástupem nového císaře Ťia-ťinga si Jang Tching-che nekompromisně podřídil celou státní správu, a své odpůrce a rivaly odstranil, Wang Čchiunga mezi nimi. Wang Čchiung byl zatčen, odvolán ze všech úřadů, vyloučen z úřednického stavu a poslán do vyhnanství na severozápadní hranici.
Po pádu Jang Tching-chea (1524) se politické poměry v Pekingu změnily a roku 1528 byl Wang Čchiung rehabilitován a jmenován vrchním velitelem cung-tu v Šen-si, se zodpovědností za obranu severozápadní hranice Číny, kde se mu podařilo uklidnit situaci.